# Warden (Washington)
Warden és una població dels Estats Units a l'estat de Washington. Segons el cens del 2000 tenia 2.544 habitants.

## Demografia
Segons el cens del 2000, Warden tenia 2.544 habitants, 720 habitatges, i 581 famílies. La densitat de població era de 467,7 habitants per km².
Dels 720 habitatges en un 55,3% hi vivien nens de menys de 18 anys, en un 65,8% hi vivien parelles casades, en un 11,5% dones solteres, i en un 19,2% no eren unitats familiars. En el 16,1% dels habitatges hi vivien persones soles el 6,7% de les quals corresponia a persones de 65 anys o més que vivien soles. El nombre mitjà de persones vivint en cada habitatge era de 3,53 i el nombre mitjà de persones que vivien en cada família era de 3,97.
Per edats la població es repartia de la següent manera: un 40,1% tenia menys de 18 anys, un 10% entre 18 i 24, un 28,3% entre 25 i 44, un 14,8% de 45 a 60 i un 6,8% 65 anys o més.
L'edat mediana era de 25 anys. Per cada 100 dones de 18 o més anys hi havia 101,5 homes.
La renda mediana per habitatge era de 31.071 $ i la renda mediana per família de 33.409 $. Els homes tenien una renda mediana de 27.450 $ mentre que les dones 19.875 $. La renda per capita de la població era de 9.922 $. Aproximadament el 20,4% de les famílies i el 23,1% de la població estaven per davall del llindar de pobresa.

## Poblacions més properes
El següent diagrama mostra les poblacions més properes.